# Rebecca Black
Rebecca Renee Black, född den 21 juni 1997 i Anaheim Hills i Kalifornien, är en amerikansk popsångerska och Youtubare. Hon är mest känd för sin debutsingel Friday.
Rebecca Black var 13 år och okänd för allmänheten när hennes föräldrar betalade 4 000 dollar till företaget Ark Music, som är specialiserade på att massproducera poplåtar till tonåringar. Företaget hade fått i uppgift att producera en poplåt med Rebecca Black. Hon fick låten Friday, som handlar om att gå ut och festa med kompisar. Med hjälp av autotuner korrigerades hennes sångröst. En musikvideo till låten spelades in i och runt Rebecca Blacks hus, med hennes kompisar som statister. Den 10 februari 2011 lade Black upp den egenproducerade musikvideon till Friday på Youtube. Efter en månad hade musikvideon ganska blygsamma 4 000 visningar. Men Black var ändå nöjd. Producenterna hade förvarnat henne om ett lågt allmänintresse och risken att hon inte skulle bli känd.
I mars 2011 fick komikern Michael J. Nelson upp ögonen för videon och lade en länk till den i sin blogg, med frågan: vilken är den sämsta video som någonsin gjorts?. Den 29 mars 2011 blev videon den mest ogillade på Youtube då den fått 3 miljoner negativa röster och gick därmed om Justin Biebers låt "Baby". Den 17 maj 2011 togs möjligheten att kommentera Friday på Youtube bort. Den 30 maj hade den över 154 miljoner visningar på Youtube. Därefter togs videon bort från Youtube, officiellt på grund av upphovsrättsanspråk från Rebecca Black. Den 16 september publicerades låten "Friday" på hennes Youtube-kanal igen. Låten kallades bland annat för den sämsta låt som producerats. Kritiken mot låten handlade om att texten är barnslig och simpel. Texten är inte skriven av Rebecca Black utan av Clarence Jey och Patrice Wilson på skivbolaget.
Black utsattes för näthat och har mordhotats vid flera tillfällen. Hon fick polisbevakning i mitten av april 2011. Detta ledde även till att hon hoppade av skolan.
Black är för övrigt med i Katy Perrys musikvideo till låten Last Friday Night.
Efter Friday producerades fler låtar med Black. Den 18 juli 2011 kom My Moment och den 15 november 2011 kom Person of Interest ut. Den 7 maj 2012 släpptes hennes singel Sing It. Den 23 november publicerades låten In Your Words på Youtube. I september 2013 hade låten 2 058 590 visningar. Den 7 december 2013 var det dags för ännu en låt, Saturday. Denna skrevs och utfördes tillsammans med Dave Days. Rebecca Black har även börjat göra videoblogginlägg och coverversioner på andras låtar och hon postar dem med jämna mellanrum på sin Youtubekanal (läst 2013).

### Fotnoter
1. 1 2  ”Rebecca Blacks hyllning till fredagar leder till en ny karriär”. Internetmuseum. https://www.internetmuseum.se/tidslinjen/rebecca-blacks-hyllning-till-fredagar/. Läst 21 mars 2018.
2. ↑  ”Rebecca Black i upphovsrättsstrid”. Dagens Nyheter. 5 april 2011. http://www.dn.se/kultur-noje/musik/rebecca-black-i-upphovsrattsstrid. Läst 1 juni 2012.
3. 1 2 3 4 5 6 7  ”Publicitet till varje pris”. Dagens Nyheter. 27 mars 2011. http://www.dn.se/kultur-noje/publicitet-till-varje-pris. Läst 21 mars 2012.
4. ↑  http://mashable.com/2011/03/16/rebecca-black-youtube/
5. ↑  ”Rebecca Black passes Bieber as YouTube's most hated video” (på engelska). cnet. 29 mars 2011. http://news.cnet.com/8301-17852_3-20048534-71.html. Läst 4 april 2011.
6. ↑  Videon Friday - Rebecca Black - Official Music Video
7. ↑  ”aftonbladet.se”. http://www.aftonbladet.se/nojesbladet/klick/article12909681.ab.
8. ↑  http://www.aftonbladet.se/nojesbladet/musik/article13449303.ab
9. ↑  Rebecca Black's youtubekanal